# Coffee Caye
Coffee Caye – bezludna wyspa na Morzu Karaibskim o powierzchni 0,5 ha, znajdująca się 7 kilometrów od wybrzeża Belize i jednocześnie stolicy Belize City. W grudniu 2019 wyspa została zakupiona za ponad 250 000 dolarów, poprzez zbiórkę internetową.
Zbiórkę stworzyli Gareth Johnson i Marshall Mayer. Razem założyli też spółkę zarejestrowaną na Kajmanach IBG Inc., która zakupiła wyspę i podzieliła się udziałami z osobami, które wpłatami przyczyniły się do zakupu Coffee Caye.
Nowi właściciele wyspy ogłosili niepodległość „Księstwa Islandii” a także stworzyli swój hymn, flagę i godło. IBG Inc. daje możliwość zakupu obywatelstwa, za odpowiednią opłatą nadaje tytuł lordowski, a właściciele oznajmiają, że tworzą mikropaństwo – mimo to jednocześnie zapewniają, że wyspa podlega jurysdykcji Belize, a nadawanie obywatelstwa traktuje jako zabieg marketingowy. 